# يوسوكي كاشيواغي
يوسوكي كاشيواغي (柏木 陽 介)، ولد في 15 ديسمبر 1987 ,هو لاعب كرة قدم ياباني يلعب حالياً لأوراوا ريد دايموندز.

## روابط خارجية
1. ↑  "Stats Centre: Yosuke Kashiwagi Facts". الغارديان. مؤرشف من الأصل في 2012-10-01. اطلع عليه بتاريخ 2010-02-22.

- يوسوكي كاشيواغي على موقع الاتحاد الدولي (مؤرشف)  (الإنجليزية)
- يوسوكي كاشيواغي على موقع رابطة كرة القدم اليابانية للمحترفين (اليابانية)
- يوسوكي كاشيواغي على موقع قاعدة بيانات كرة القدم.إي يو (الإنجليزية)
- يوسوكي كاشيواغي على موقع ناشيونال فوتبول تيمز (الإنجليزية)
- يوسوكي كاشيواغي على موقع Soccerway.com (الإنجليزية)
- يوسوكي كاشيواغي على موقع عالم كرة القدم.نت (الإنجليزية)
- Yosuke Kashiwagi at Urawa Red Diamonds official site
- Yosuke Kashiwagi at Yahoo! Japan sports